# 蒙布朗 (热尔省)
蒙布朗（法語：Monblanc，法語發音：[mɔ̃blɑ̃]）是法国热尔省的一个市镇，属于欧什区。

## 地理
蒙布朗（43°27'50"N, 0°59'25"E）面积12.93 平方千米，位于法国奧克西塔尼大區热尔省，该省份为法国西南部内陆省份，北起顺时针与洛特-加龙省、塔恩-加龙省、上加龙省、上比利牛斯省、大西洋比利牛斯省和朗德省接壤。
与蒙布朗接壤的市镇（或旧市镇、城区）包括：尼扎、佩贝、圣卢布、萨马唐、索维蒙、萨维尼亚克-莫纳。

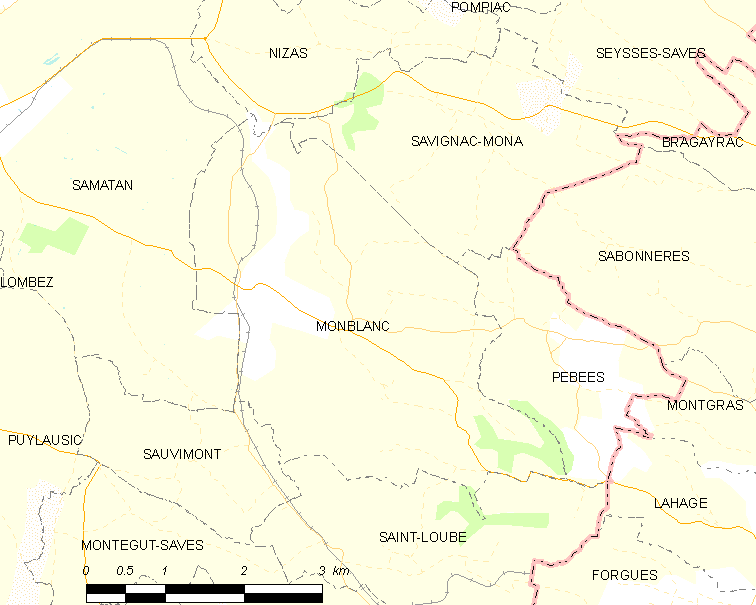
的OSM定位图

蒙布朗的时区为UTC+01:00、UTC+02:00（夏令时）。

## 行政
蒙布朗的邮政编码为32130，INSEE市镇编码为32261。

## 政治
蒙布朗所属的省级选区为萨沃河谷县。

## 人口

1962-2008年间人口变化图示

蒙布朗于2022年1月1日时的人口数量为391人。